# Prodico di Focea
Prodico di Focea (Focea, VII secolo a.C. – VI secolo a.C.) è stato un poeta greco antico.

## Biografia
Di Prodico si sa solo che sarebbe stato attivo a cavallo tra la fine del VII secolo a.C. e l'inizio del VI secolo a.C. È, infatti, citato da Pausania nella sua Descrizione della Grecia a proposito di Dorione, località della Messenia spopolata al tempo dell'autore e dove secondo un passo dell'Iliade il mitico cantore Tamiri perdette la vista per avere osato sfidare le Muse. 

## Opere
Il nome di Prodico di Focea è citato dal Periegeta come supposto autore di un poema ciclico, la Miniade, ora perduto, e caratterizzato da un'ampia descrizione del mondo infero nel quale si sarebbe raccontato il supplizio di Tamiri punito per la superbia anche dopo la morte: